# Jean-Paul Carrier
Pour les articles homonymes, voir Carrier (homonymie).
Jean-Paul Carrier est un militant socialiste et résistant français, né Paul Jean Eugène Carrier à Paris (5e arrondissement) le 23 juin 1917 et mort à Fontenay-le-Comte le 3 décembre 2000.

## Biographie
Militant socialiste « proche des pivertistes », Jean-Paul Carrier est résistant dès 1940. Membre du réseau de résistance du Musée de l'Homme, il est arrêté en février 1941. Incarcéré à la prison de la Santé puis à Fresnes, il est condamné à 3 ans de prison à la suite du procès. Il s'évade en juillet 1942 de la prison de Clairvaux et participe au mouvement Libération-Sud. Il tente ensuite de rejoindre Londres en passant par l'Espagne, mais il est capturé puis interné 7 mois dans les geôles franquistes avant de rejoindre Alger. Il entre alors dans les forces françaises libres et s'investit dans le commissariat national à l'information sous la direction de Jacques Soustelle.
Après la guerre, il est de nouveau militant de la Section française de l'Internationale ouvrière (SFIO) à Paris. À la fin des années 1950, il est l'un des membres fondateurs du Parti socialiste autonome, puis rejoint le PSU.
Il a reçu la médaille de la Résistance française.